# Tödliche Rache (1976)
Tödliche Rache (internationaler Titel: Kid Vengeance) ist ein dem Italowestern nahestehender Film in israelisch-US-amerikanischer Koproduktion, den Joseph Manduke mit Genrestar Lee Van Cleef in einer der Hauptrollen inszenierte. Der im deutschen Sprachraum auf Video erstveröffentlichte Film wurde von der Kritik ausnahmslos negativ bewertet.

## Handlung
Tom ist 15, als seine Familie, friedliche Siedler, von der Bande McClains überfallen wird; die Eltern werden ermordet, die Schwester Lisa entführt. Tom macht sich auf die Verfolgung der Banditen; dabei tut er sich mit dem farbigen Goldschürfer Isaac zusammen. Mit unterschiedlichen Hilfsmitteln – Schaufel, Schlange, Skorpion, Steine, Seile und Pfeile – töten sie die einzelnen Mitglieder der Bande. Im Dorf Santa Cruz finden sie den Rückzugsort McClains; dort beutet er die Goldsucher aus. Isaac kann nach und nach die Leute auf seine Seite bringen und steht schließlich McClain in einem finalen Duell gegenüber.

## Kritik
„Ein mäßiger Nachzügler des Italowestern mit Lee Van Cleef als Banditenboss, der eher wie ein Pirat aussieht. Der Film fällt ausschließlich durch den jugendlichen Helden und den Schluß (der Sohn des Banditenbosses verzichtet auf die Tötung des Helden) aus dem Rahmen des Genreüblichen“, so das Lexikon des internationalen Films. Leonard Maltin nennt den Film „blutig, mörderisch, unausstehlich“.